# Diplospora majumdarii
Diplospora majumdarii är en måreväxtart som beskrevs av Mohan Gangopadhyay och Tapas Chakrabarty. Diplospora majumdarii ingår i släktet Diplospora och familjen måreväxter. Inga underarter finns listade i Catalogue of Life.